# Drogó (fill de Carloman)
Drogó (nascut cap al 730) era un noble franc de la família pipínida i el fill gran de Carloman, majordom de palau d'Austràsia, sota el rei merovingi Khilderic III. Va succeir en el càrrec el seu pare el 747, però aviat fou expulsat del poder pel seu oncle, Pipí III, majordom de Nèustria. Va resistir la presa del control del seu oncle, però el 753 va ser capturat i obligat a convertir-se en monjo.

## Majordom a Austràsia, 747 - 51
És força probable que Carloman bategés el seu fill amb el nom del seu propi oncle, el duc Drogó de Xampanya, el fill gran de Pipí II. Es desconeix el nom de la mare de Drogó. Era major d'edat quan feu de testimoni en una carta emesa pel seu pare a l'agost del 747. En aquell moment Drogó era hereu tant del seu pare com del seu oncle. Cap a l'octubre d'aquell any, el seu pare va abdicar del càrrec de majordom, va peregrinar a Roma i va entrar al monestir de Montecassino. 
Drogó va succeir el seu pare a Austràsia i al domini d'Alamània i Turíngia. Aquest fou ocultat pels cronistes posteriors, com Einhard i el compilador anònim dels Annals of Metz, cap dels quals menciona Drogó. Van intentar crear un arbre genealògic simplificat dels pipínides per fer que la posició de Pipí III, fundador de la dinastia carolíngia, semblés més forta del que era. En el moment en què Carloman va marxar de pelegrinatge, la posició de Drogó devia ser forta. La Crònica de Fredegari afirma, enganyosament, que Carloman va confiar Austràsia a la cura conjunta de Drogó i Pipí.
La principal prova que Drogó succeí a son pare en el govern és una breu carta anònima conservada a la col·lecció de cartes de Sant Bonifaci. L'escriptor pregunta a un cert Andhemus "si ell [Bonifaci] ha anat al sínode del duc de les províncies occidentals [Pipí] o al fill de Carloman [Drogó]". No es coneix cap resposta a la carta, però se sap que Bonifaci va fer costat a Pipí. L'historiador Roger Collins assenyala que "el 747 es va triar entre Pipí i el seu nebot, perquè Bonifaci afavorís el bregat governant occidental envers el jove i inexpert governant oriental [tenia] un sentit pragmàtic".
No se sap durant quant de temps Drogó va exercir l'autoritat de majordom a Austràsia. El naixement d'un fill, Carles, del seu oncle el 2 d'abril de 748 sembla haver alterat fonamentalment la relació entre Drogó i Pipí. Poc després Pipí va alliberar el seu germà petit Gripó, que havia estat empresonat per rebel·lar-se contra Carloman. Probablement, això es va fer amb la intenció de desestabilitzar el govern de Drogó.

## En oposició a Pipí III, 751-753
El 751 la posició de Pipí era prou forta com per obtenir el suport papal per a la presa del regne. Khilderic III va ser deposat i Pipí va ser coronat al seu lloc. Drogó va mantenir una "animosa resistència" contra el seu oncle fins al 753. En aquest any el papa Esteve II escrigué als nobles francs ordenant-los que donessin suport a Pipí. Fins i tot anà a França per donar el seu suport. Carloman el va seguir, encara que no és clar amb quina finalitat .  L'historiador Matthias Becher argumenta que Carloman intentava salvar la posició de Drogó. Va ser detingut per ordre de Pipí, va caure malalt i va morir a França el 755.
Drogó va ser capturat juntament amb el seu germà petit, de nom desconegut, a les darreries del 753. Els dos van ser tonsurats i posats en un monestir. La captura de Drogó va ser prou important per ser esmentada en tres anals carolingis: els Annales Petaviani, els Annales Laureshamensesi i els Annales Mosellani. El 754 Esteve II va ungir Pipí, la seva dona Bertrada i els seus fills, Carles i Carloman, declarant que a partir de llavors cap descendent de Pipí havia de regnar sobre els francs. Això es va fer possiblement només mitjançant l'eliminació dels nebots de Pipí com a rivals.
És possible que més tard Drogó fes les paus amb el seu oncle i fos alliberat. Un Drogó és anomenat seguidor (fidelis) de Pipí en un document de 753 i com a comte en un altre del 762. Com assenyala Collins, "la historiografia [carolíngia] posterior va intentar ocultar" Drogó. Les reconstruccions modernes de la seva carrera han de "confiar en moltes conjectures".